# For All Time (chanson)
Pistes de Thriller 25
Billie Jean 2008 (15)
For All Time est une chanson du chanteur américain Michael Jackson qui apparaît en titre inédit dans l'album Thriller 25 (2008). Elle a été écrite par Steve Porcaro et Michael Sherwood lors des sessions de l'album Thriller, puis écartée pour être remplacée par Human Nature.

## Anecdote
Cette version de For All Time présente sur Thriller 25 est en réalité issue des sessions studio de l'album Dangerous (écartée une nouvelle fois pour être remplacé par Gone Too Soon). La chanson circulait entre des fans de façon illégale depuis plusieurs années,,.